# Độ bất bão hòa
Độ bất bão hòa (hay còn gọi là chỉ số no của hydro hoặc số vòng và số liên kết đôi) là công thức sử dụng trong hóa hữu cơ để vẽ công thức cấu tạo. Công thức giúp người ta xác định có bao nhiêu vòng, liên kết đôi, liên kết ba trong công thức cần vẽ nhưng không cung cấp riêng rẽ số lượng từng loại. Công thức cuối cùng được kiểm định bằng NMR, phổ khối lượng và phổ hồng ngoại, cũng như kiểm chứng.

## Công thức tính số vòng và liên kết pi
Đối với phân tử chỉ chứa carbon, hydro, halogen, nitơ và oxy, công thức
{\displaystyle \Delta =\pi +v=\left[{\frac {2+\Sigma \ (a-2)n}{2}}\right]}
Trong đó a là hóa trị của nguyên tố, n là số nguyên tử của nguyên tố đó
Tổng số liên kết pi và số vòng:
- Mỗi vòng v là một đơn vị bất bão hòa.
- 1 Liên kết đôi (Liên kết đôi là liên kết tạo thành từ 2 cặp electron bao gồm một liên kết đơn (xich ma) và liên kết pi) là một đơn vị bất bão hòa.
- 1 Liên kết ba (Liên kết ba là liên kết tạo thành từ 3 cặp electron bao gồm một liên kết đơn (xich ma) và 2 liên kết pi) là hai đơn vị bất bão hòa. Ví dụ: Phân tử fomandehit HCHO, CTPT CH2O có: {\displaystyle \Delta =\left[{\frac {2+(4-2).1+(1-2).2+(2-2).1}{2}}\right]=1}  => vậy trong phân tử HCHO có 1 liên kết pi hoặc vòng.